# Paul Harrington och Charlie McGettigan
Paul Harrington och Charlie McGettigan var en duo som vann Eurovision Song Contest 1994 för Irland med låten Rock 'n' roll kids.

## Charlie McGettigan
Charlie McGettigan startade sin musikaliska karriär under 1960-talet, inspirerad av artister som The Beatles och The Rolling Stones. Under 1970-talet arbetade han med artister som Maura O'Connell och Eleanor Shanley, som båda spelade in några av McGettigans egenkomponerade låtar. Han uppträdde på Eurovisionens Congratulations-gala 2005. Efter en tids tystnad släppte han i slutet av 2007 ett nytt album.

## Paul Harrington
Paul Harrington föddes 1960 i Dublin på Irland. Han släppte ett soloalbum, What I'd Say, 1991 och är även en uppskattad skådespelare och underhållare i sitt hemland. Paul var även med i Riverdances musikal Celtic Tiger. I radio presenterar han Irlands topp-tio-lista varje vecka.